# أسا ياكوبسون
أسا ياكوبسون (بالسويدية: Åsa Jakobsson)‏ هي لاعبة كرة قدم سويدية، ولدت في 2 يونيو 1966 في Stånga ‏ في السويد. لعبت مع Gideonsbergs IF ‏.

## وصلات خارجية
- أسا ياكوبسون على موقع الاتحاد الدولي (مؤرشف)  (الإنجليزية)
- أسا ياكوبسون على موقع قاعدة بيانات كرة القدم.إي يو (الإنجليزية)
- أسا ياكوبسون على موقع عالم كرة القدم.نت (الإنجليزية)
- أسا ياكوبسون على موقع اللجنة الأولمبية الدولية (الإنجليزية)
- أسا ياكوبسون على موقع أوليمبيديا (الإنجليزية)
- أسا ياكوبسون على موقع اللجنة الأولمبية السويدية (السويدية)